# Sandro Silva
Shandro Jahangier, beter bekend als Sandro Silva (Zoetermeer, 19 februari 1992) is een Nederlandse dj en producer. Hij werd bekend door de single Epic uit 2011, een samenwerking met de Nederlands diskjockey en producer Quintino. Het nummer bereikte de eerste plaats in de Nederlandse hitlijsten en haalde de platina status. In 2013 had hij nog twee nummers die vrij bekend werden, Puna en Payback. In 2014 maakte hij samen met Junkie Kid de single Miraj, dat zijn tweede grootste hit, na Epic, werd.
In 2017 bracht Jahangier in samenwerking met F1rstman en Badd Dimes de single That Girl uit.

## Discografie

### Singles
| Single met eventuele hitnotering(en) in de Nederlandse Top 40 | Datum van verschijnen | Datum van binnenkomst | Hoogste positie | Aantal weken | Opmerkingen                                         |
| ------------------------------------------------------------- | --------------------- | --------------------- | --------------- | ------------ | --------------------------------------------------- |
| Epic                                                          | 20-07-2011            | 24-12-2011            | 1(1wk)          | 24           | met Quintino / Nr. 1 in de Single Top 100 / Platina |

| Single met hitnotering(en) in de Vlaamse Ultratop 50 | Datum van verschijnen | Datum van binnenkomst | Hoogste positie | Aantal weken | Opmerkingen  |
| ---------------------------------------------------- | --------------------- | --------------------- | --------------- | ------------ | ------------ |
| Epic                                                 | 2011                  | 29-10-2011            | 16              | 14           | met Quintino |